# Minette Walters
Minette Walters (Bishop's Stortford, 26 de setembro de 1949) é uma escritora inglesa de livros policiais. Seus romances foram publicados em 35 idiomas diferentes.

## Biografia
Foi editora de revistas, ela agora é escritora em período integral. Ela mora em Dorset, na Inglaterra, com o marido e dois filhos.
Seus livros são romances psicológicos que exploram o coração sombrio batendo embaixo de uma superfície calma. Recebeu o título de "Rainha da ficção policial britânica". Cinco de seus romances foram adaptados para a televisão.

## Prêmios
Ganhou os principais prêmios do gênero, incluindo o prêmio britânico John Creasey Award, por The Ice House e o prêmio norte-americano Edgar Allan Poe Award por The Sculptress.

## Obras
- The Ice House (1992). No Brasil: Uma Prisão sem Grades (Siciliano, 1993).
- The Sculptress (1993). No Brasil: A Escultora (Siciliano, 1994).
- The Scold's Bridle (1994)
- The Dark Room (1995)
- The Echo (1997)
- The Breaker (1998)
- The Tinder Box (1999) (novela)
- The Shape of Snakes (2000)
- Acid Row (2001)
- Fox Evil (2002). No Brasil: Raposa à Espreita (Record, 2009).
- Disordered Minds (2003)
- The Devil's Feather (2005). No Brasil: A Pluma do Diabo (Bertrand Brasil, 2010).
- Chickenfeed (2006) (novela)
- The Chameleon's Shadow (2007)
- A Dreadful Murder (2013) (novela)
- The Cellar (2015)
- The Last Hours (2017)
- The Turn of Midnight (2018)

## Adaptações televisivas
Os primeiros cinco livros dela foram adaptados para a televisão pela BBC.
- The Sculptress (1996); estrelando Pauline Quirke e Caroline Goodall.
- The Ice House (1997); estrelando Daniel Craig e Corin Redgrave.
- The Scold's Bridle (1998); estrelando Miranda Richardson e Trudie Styler.
- The Echo (1998); estrelando Clive Owen e Joely Richardson.
- The Dark Room (1999); estrelando Dervla Kirwan e James Wilby.